# Резонансная теория пения
Резонансная теория пения (сокр. РТП) — система представлений о взаимосвязанных между собой акустических, физиологических и психологических закономерностях образования и восприятия певческого голоса, обуславливающих его высокие эстетические и вокально-технические качества за счет максимальной активизации резонансных свойств голосового аппарата.
Теория разработана профессором Московской консерватории и Института психологии РАН В. П. Морозовым с применением методов акустики, физиологии, психологии и компьютерных технологий. В отличие от существовавших ранее теорий, касающихся роли голосовых складок и дыхания, данная теория изучает функции резонаторов как наименее изученной части голосового аппарата во взаимодействии с работой гортани и дыхания. Имеет практическое значение для вокальной педагогики и других наук о голосе (в том числе — фониатрии, музыкальной акустики, ораторского и актёрского искусства).
Исследования резонансного пения начаты В. П. Морозовым в 1950-х годах, проводились под его руководством лабораторией по изучению певческого голоса Ленинградской консерватории (1960-68), лабораторией биоакустики Института эволюционной физиологии им. И. М. Сеченова АН СССР (1960—1986), лабораторией невербальной коммуникации Института психологии Российской академии наук (с 1987), Межведомственным научно-исследовательским центром «Искусство и наука» РАН и Министерства культуры РФ, на кафедре междисциплинарных специализаций музыковедов Московской консерватории (с 1991), отделом научно-экспериментальных исследований музыкального искусства Вычислительного Центра Московской консерватории (с 1993).
Резонансная природа голосообразования имеет глубокие эволюционно-исторические основы. Возникновение и развитие голосового аппарата человека и высших животных в процессе эволюции шло по пути «использования» природой резонансных свойств дыхательного тракта и формирования звукообразующей системы дыхание — гортань — резонаторы, аналогичной духовым музыкальным инструментам (млекопитающие, птицы).
Резонансная теория голосообразования разработана (в основном) на модели певческого голоса и потому носит название «Резонансная теория пения» (РТП). Вместе с тем РТП имеет отношение и ко всем другим видам искусств и наук, где голос используется и/или изучается в качестве профессионального инструмента и где интерес представляют эстетические качества голоса, а это любые виды непосредственной публичной речи (сценической, актёрской, ораторской), в том числе и передаваемой средствами СМИ (радио и Т/В).

Примечание. Исследования показали, что не только исполнительское мастерство, но и сама резонансная техника пения как способность эффективно использовать резонансные свойства голосового аппарата является большим искусством, которым владеет далеко не каждый певец или актёр и тем более — оратор.
В связи с этим в некоторых научных трудах резонансная теория пения рассматривается под названием «резонансная теория искусства пения», что равнозначно названию других трудов на эту тему, опубликованных в разные годы разными авторами под названием «резонансная теория пения» и др. или «резонансная теория голосообразования».

## Резонансные теории
Исторической основой резонансной теории пения являются известные теории речеобразования Г. Фанта, В. Н. Сорокина и др. Резонансное происхождение речевых звуков впервые было экспериментально-теоретически доказано ещё немецким физиком и физиологом Г. Гельмгольцем.
Согласно теории Гельмгольца и другим теориям процесс речеобразования является в сущности процессом управления говорящим резонансными свойствами речеобразующего аппарата, точнее — ротоглоточного резонатора, резонансные свойства которого регулируются органами артикуляции и отражаются в формантной структуре спектра речевых звуков, по которым гласные и опознаются на слух. Процесс речеобразования нередко описывается и в терминах работы артикуляционных органов (язык, губы и др.), но это не противоречит резонансной теории речеобразования, так как движения эти как раз и являются средством управления говорящим резонансными свойствами ротоглоточного резонатора.
Резонансная теория пения является развитием этих, общепризнанных мировой наукой идей о резонансных механизмах речеобразования, но уже применительно к специфике работы певческого голосового аппарата, служащего для формирования не обычных речевых звуков, но специфической певческой вокальной речи, то есть эмоционально-эстетических особенностей певческого голоса, особого певческого тембра, вибрато и др. Это связано с особенностями работы голосового аппарата певца, прежде всего — резонаторов, но не только ротоглоточного, но и грудного (трахея, бронхи), что и отражается в формантной структуре спектра голоса.
Необходимость разработки резонансной теории пения вызвана следующими обстоятельствами.
Во-первых, — отсутствием специальной научно-теоретической базы вокального голосообразования. А эта база важна не только для искусства пения, но и для самой науки о голосе. В области речевого голосообразования существуют не один десяток теорий формирования и восприятия речи. В области вокального голосообразования их всего две. Это миоэластическая теория, ведущая своё начало, как считается, от исследований выдающегося вокального педагога Мануэля Гарсиа-сына, подтвержденная и современными исследователями на моделях работы гортани и нейрохронаксическая теория французского физиолога Рауля Юссона. Однако обе эти теории описывают не работу голосового аппарата певца в целом, который, как известно, представляет собой систему «дыхание — гортань — резонаторы», а только работу одной, безусловно, важной его части, то есть — особенности колебаний голосовых складок. Работа Дж. Перелло, названная им «мукоондуляторной теорией фонации», на самом деле описывает несомненно интересный феномен колебательной функции голосовых складок, но, тем не менее, вполне укладывающийся в рамки миоэластической теории голосообразования с учётом эффекта Бернулли (см.: и др.).
Во-вторых, в области вокальной науки практически полностью отсутствуют работы по экспериментально-теоретическому исследованию роли резонаторов в образовании певческого голоса. Ссылки в некоторых вокально-методических работах на роль резонаторов в обычной разговорной речи некорректны, так как роль резонаторов в пении значительно отличается рядом специфических особенностей.
В-третьих, исследования роли резонансной системы в пении, несомненно, важны в практическом плане. Практическая вокальная педагогика до настоящего времени представляет собой эмпирическую дисциплину, основанную, главным образом, на интуиции и личном певческом опыте педагога (несмотря на ряд вокально-методических трудов), то есть напоминает более само искусство пения, нежели теоретически обоснованную учебную дисциплину.
Мастера вокального искусства придают резонансу (а также дыханию) весьма важную роль в пении.

У нас в пении нет никаких секретов, никаких других возможностей в голосе, кроме резонанса. Поэтому резонаторную настройку — этот верный механизм голосообразования — нельзя терять ни при каких ситуациях. Потеряв резонанс, перестаешь быть певцом…
— Дженнаро Барра (изв. итальянский вок. педагог)

Большой профессиональный голос не может быть развит без помощи резонаторов. Именно резонанс придает голосу силу, богатство тембра и профессиональную выносливость… Должна быть связь: дыхание и резонанс. Здесь весь секрет.
— Елена Образцова

Голосовые связки? Надо забыть о них. Гортани нет! У певца поют резонаторы. Да! Именно резонаторы поют! Такое должно быть ощущение.
— Ирина Богачева

Голос, лишенный резонанса, — мертворожденный и распространяться не может… В основе вокальной педагогики лежат поиски резонанса — звукового эха.
— Джакомо Лаури-Вольпи
Приведенные высказывания свидетельствуют, что в сознании мастеров вокального искусства, как правило, доминирует представление о резонансных механизмах голосообразования, в отличие от неопытных певцов, которые основной фокус внимания направляют на работу гортани и голосовых складок в пении (интервью, анкетный опрос). Этот любопытный феномен рассматривается в рамках психологических основ резонансной теории пения.

Термин резонанс в лексикон вокалистов пришёл после работ Г. Гельмгольца по резонансной теории речеобразования и стал достаточно популярен. Выдающийся вокальный педагог Камилло Эверарди (1825—1899), воспитавший огромную армию замечательных певцов, знаменитая немецкая певица Лилли Леман (1848—1929) уже активно использовали термин резонанс.

В связи со сказанным резонансная теория пения в число основных объектов исследования включает голоса мастеров вокального искусства и их представления о технике пения и роли резонанса.
Певческий голос — предмет междисциплинарных исследований с позиций разных наук: акустики, физиологии, психологии, вокальной педагогики, медицины, искусствоведения. При этом каждая из указанных дисциплин рассматривает певческий голос с позиций своих профессиональных интересов и представлений.
Резонансная теория пения имеет целью объединение представлений о певческом голосе на основе общих интересов указанных наук.
Этим общим интересом является совершенство звучания певческого голоса, чем оно определяется, как его достичь и сохранить.
В связи с этим РТП рассматривает и объясняет роль резонанса как важнейшего фактора, обуславливающего эстетическое совершенство певческого голоса, защиту голосового аппарата от профессиональных заболеваний и дает практические рекомендации для теории и практики вокальной педагогики и исполнительства.
РТП рассматривает, в чём проявляется роль резонанса:
- в акустических свойствах певческого голоса,
- в физиологических механизмах его образования в голосовом аппарате певца,
- в слуховом восприятии голоса как самим певцом, так и слушателем,
- в особенностях работы различных частей голосового аппарата певца — дыхания, гортани, резонаторов — как взаимосвязанной системы певческого голосообразования,
- в психологических средствах воздействия на процесс голосообразования,
- во взаимодействии всех перечисленных особенностей певческого процесса.

## Определение понятия
Термин «резонансное пение», равно как и «резонансная теория пения» — новые понятия, впервые введенные в научный обиход и лексикон В. П. Морозовым в начале 90-х годов при чтении курсов лекций для вокалистов и музыковедов Московской гос. консерватории им. П. И. Чайковского. Экспериментально-теоретические основы резонансного пения изучались и опубликованы в более ранних трудах).
Новизна термина «резонансное пение» требует его пояснения. Строго говоря, «нерезонансного» пения, так же, как и обычной «нерезонансной» речи, не бывает, так как во всех случаях резонаторы голосового аппарата участвуют в формировании речевых и певческих звуков. Вместе с тем роль резонаторов в голосовом аппарате как усилителей голоса и преобразователей тембра может быть различной: от минимальной до весьма значительной, в зависимости, во-первых, от природных особенностей строения резонаторов, а во-вторых, от особенностей их использования, точнее — от характера и степени активизации резонансной системы поющим, что достигается особенностями сонастройки резонаторов, то есть от техники голосообразования, включая и правильную организацию певческого диафрагматического дыхания.
Таким образом, резонансное пение (резонансная техника пения) — это пение с максимально эффективным использованием певцом резонансных свойств голосового аппарата с целью получения максимального эффекта силы, полётности и эстетических качеств голоса при минимальных физических усилиях, что достигается певцом под контролем вибрационной чувствительности как индикатора резонанса (во взаимодействии со слухом и мышечным чувством) и правильно организованным диафрагматическим певческим дыханием.
Иными словами, резонансное пение — это пение с высоким коэффициентом полезного действия (КПД) голосового аппарата на основе использования законов резонанса и психофизиологических средств самоконтроля и усиления резонансных процессов голосообразования.

Примечание. Степень активности резонансных процессов в голосовом аппарате оценивается по относительному уровню в спектре голоса специфических певческих формант (высокой и низкой), имеющих резонансное происхождение, а также прямыми виброметрическими измерениями интенсивности вибрации резонаторов. Самоконтроль певцом активности резонаторов осуществляется на основе вибрационной чувствительности, а также с помощью резонансометра.
Высокая певческая форманта (ВПФ) — группа усиленных (по амплитуде) резонаторами голосового аппарата певца высоких гармоник в области re-sol четвёртой октавы (ок. 2400-3200 Гц), придающих голосу звонкость, громкость и полётность. Впервые ВПФ была описана У. Т. Бартоломью и в дальнейшем — другими исследователями и др..
Средний уровень ВПФ в хороших профессиональных голосах составляет 30—40 % и более в мужских голосах и 15—30 % в женских (в процентах по отношению ко всему спектру как электрическому эквиваленту звука голоса). Уровень ВПФ зависит от силы голоса; на piano он снижается, а также от типа голоса; в лирических типах голосов уровень ВПФ ниже, чем в драматических.
Низкая певческая форманта (НПФ) — группа усиленных (по амплитуде) резонаторами голосового аппарата певца низких гармоник спектра в области sol1-fa2 (ок. 350—700 Гц), придающих голосу силу, мягкость, массивность. Впервые НПФ была исследована и описана С. Н. Ржевкиным в совместной работе с В. С. Казанским в 1928 году и последующих работах. Статистически значимо НПФ определяется по интегральным спектрам голоса певца при пении им не отдельных гласных, а полных художественных произведений a capella. На рис. 1. это показано на примере голоса Ф. Шаляпина, которого солист Ла Скала Дж. Лаури-Вольпи назвал «басом-эталоном».

## Общая характеристика
Введение психологии в методологическую основу резонансной теории пения позволяет научно объяснить многие феномены певческого голоса, не всегда объяснимые законами акустики или физиологии (см. ниже), а главное — показать важнейшую и практически неизученную роль психологии певца в овладении резонансной техникой пения.
В связи с этим РТП — психофизиологическая теория, основанная на обобщении данных отечественной и мировой науки по изучению методами акустики, физиологии и психологии певцов разных профессиональных категорий и степени совершенства, включая компьютерный анализ голоса и высказывания о технике пения многих известных мастеров вокального искусства.
В числе основных целей и задач РТП — научное объяснение и обоснование возможности достижения при минимальных физических напряжениях органов голосообразования, свойственных мастерам высоких эстетических и вокально-технических качеств пения: большой силы голоса, красоты тембра, яркости, звонкости и полётности звука, высоких фонетических качеств вокальной речи (четкости дикции), легкости и неутомимости голосообразования, долговечности профессиональной сценической деятельности певца. РТП не только объясняет феномен резонансного пения, но и указывает пути овладения резонансной певческой техникой, содержит практические выводы для вокальной педагогики и методологии.
Обоснование важнейшей роли резонаторов в формировании основных эстетических и акустических свойств певческого голоса не принижает основополагающей роли гортани и голосовых складок как источника звука и дыхательного аппарата как энергетической системы голосообразования. Однако голосовые складки — ввиду их малых размеров (1,5-2,5 см) и несогласованности с воздушной средой — не могут считаться эффективным источником голосообразования и составляют с окружающими их резонаторами голосового тракта певца (ротоглоточная полость, а также нижние дыхательные пути, то есть грудной резонатор) взаимосвязанную автоколебательную систему (см.:), в которой звучащим телом становится уже воздух, заключенный в дыхательных путях-резонаторах. Это намного увеличивает эффективность (КПД) голосового аппарата как генератора певческого голоса и освобождает голосовые складки от опасного перенапряжения (защитная функция резонаторов по отношению к гортани, см. ниже). РТП также впервые рассматривает три важнейшие функции певческого дыхания во взаимодействии с функциями гортани и резонаторов.
РТП не является противопоставлением миоэластической теории голосообразования (МЭТ), но вместе с тем существенно отличается от неё рядом особенностей.
- МЭТ рассматривает внутреннюю работу гортани, то есть механизмы колебания голосовых складок, а РТП — роль резонаторов в певческом голосообразовании как наименее изученную часть голосового аппарата, но не в изолированном виде, а во взаимодействии с работой дыхания и гортани, то есть работу всего голосового аппарата как целостной системы. В частности, РТП указывает на механизмы сильнейшего обратного (реактивного) воздействия резонаторов на работу гортани (а также и дыхания) и рассматривает три вида сил такого рода воздействия: акустические, пневматические (аэродинамические) и рефлекторные (см. ниже).
- МЭТ рассматривает работу голосовых складок с позиций только одной науки — физиологии, а РТП — работу голосового аппарата (в том числе и гортани) с позиций трех наук: акустики, физиологии и психологии.
- МЭТ — чисто научная теория, имеющая ограниченное использование в певческой практике, а РТП — имеет научно-практическую направленность. Её основные положения исходят из практики выдающихся певцов и педагогов, научно объяснены, обоснованы и направлены на совершенствование практических методов работы над голосом. Научно-практическая направленность РТП диктует изложение её основ в доступной для неспециалистов форме. В этой связи число математических формул и специальных научных терминов в описании теории ограничено необходимым минимумом.

Таким образом, традиционная миоэластическая, а также нейрохронаксическая теории объясняют механизмы образования голоса, особенностям работы гортани и голосовых складок певца. Исследования, однако, показали сильную зависимость работы гортани, как от характера певческого дыхания, так и особенностей управления певцом системой резонаторов, функцию которой выполняют воздухоносные полости голосового аппарата. Рациональная организация певцом резонансной системы, значительно (в десятки раз!) повышает эффективность голосообразования, то есть увеличивает коэффициент полезного действия (КПД) голосового аппарата, без каких-либо дополнительных усилий со стороны гортани и тем самым является как бы «бесплатным» или «даровым источником» акустической энергии голоса. Выдающиеся певцы (как показал анализ их высказываний) именно из этого источника черпают силу, красоту и неутомимость своего голоса. Издавна бытующий среди них афоризм: «Петь на проценты, не затрагивая основного капитала», — означает, в сущности, стремление максимально использовать прибавку к силе и полётности голоса, которую дают резонаторы (при оптимальной их настройке и сонастройке), и тем самым освободить гортань от излишнего напряжения.
В рамках резонансной теории пения впервые выделены и рассматриваются СЕМЬ важнейших функций певческих резонаторов (наряду с известными их функциями):
1. энергетическая — как свойство резонаторов усиливать певческий звук на основе повышения КПД голосового аппарата;
2. генераторная — резонаторы как неотъемлемая часть общей системы генерации и излучения певческого звука;
3. фонетическая — формирование гласных и согласных, дикция;
4. эстетическая — обеспечение основных эстетических свойств певческого голоса (звонкость, мягкость, полётность, тип голоса, вибрато);
5. защитная — СЕМЬ прямых и опосредованных механизмов защиты гортани и голосовых складок от перегрузок и травмирования[5]. Основные защитные механизмы резонаторов по отношению к гортани состоят в свойстве хорошо организованной системы резонаторов усиливать звук, а также перераспределять его спектр в область повышенной чувствительности слуха, что освобождает певца от необходимости перенапрягать гортань для достижения необходимой громкости голоса. Прямой защитный механизм состоит в сильнейшем обратном (реактивном) воздействии окружающих гортань резонаторов, облегчающем колебательный процесс голосовых складок;
6. индикаторная — вибрация резонаторов как индикатор (показатель) их активности и физиологическая основа настройки певцом резонаторной системы по принципу «обратной связи»;
7. активизирующая — вибрация резонаторов как рефлекторный механизм повышения тонуса гортани, голосовых складок и всего голосового аппарата в целом (эффект Малютина[48]).

## Вокально-методическая наука и практика
С позиций резонансной теории пения находят объяснение многие неясные и дискуссионные термины и понятия традиционной вокально-методической науки и практики, а также высказаны новые представления о психофизиологических механизмах образования и восприятия певческого голоса.

### О резонансной природе феномена полётности голоса
К числу важнейших и вместе с тем ранее научно неизученных понятий относится феномен полётности певческого голоса как свойства озвучивать большие концертные залы, хорошо слышаться на фоне музыкального сопровождения («резать оркестр» по выражению дирижёров).
Термин «полётность голоса» предложен В. П. Морозовым в начале 60-х годов вместо существовавшего ранее термина «носкость голоса» и экспериментально исследован методами акустики и психофизики.
С позиций РТП установлена резонансная основа полётности голоса, точнее — важнейшая роль высокой певческой форманты, имеющей, как известно, резонансное происхождение. Отфильтровывание ВПФ из спектра голоса Шаляпина, Лемешева, Карузо и других певцов лишает голос звонкости и снижает его слышимость на 12—18 дБ на фоне стандартизованного по спектру звука оркестра.
Согласно РТП полётность голоса в целом определяется взаимодействием трех основных факторов:
- акустическими свойствами голоса (по особенностям спектра) и прежде всего наличием в спектре хорошо выраженной высокой певческой форманты;
- спектром звука музыкального сопровождения, характеризующегося уменьшением амплитуды к высоким частотам 2000-3000 Гц, то есть к области расположения высокой певческой форманты;
- физиологическими особенностями слуха человека, имеющего максимум чувствительности в области 2000-3000 Гц, что соответствует частоте ВПФ и обуславливает повышенную чувствительность слуха к восприятию голоса с хорошо выраженной ВПФ на фоне оркестра.

Резонансная природа полётности голоса хорошо известна мастерам вокального искусства.

Голос, лишенный резонанса, — мертворожденный и распространяться не может.
— Джакомо Лаури-Вольпи

### Новые данные о резонансном происхождении высокой певческой форманты
Происхождение высокой певческой форманты традиционно связывается с резонансом полости гортани, образующейся у певцов путём сужения входа в гортань.
На компьютерной трехмерной модели голосового аппарата (разработанной на основе данных магнитно-резонансной томографии) получены новые данные о резонансной природе высокой певческой форманты. Показана важная роль грушевидных синусов — окологортанных полостей глотки (sinus piriformis), как резонаторов, значительно увеличивающих уровень ВПФ, образованной надгортанным резонатором (сужением входа в гортань)
Установлено, что дополнительный резонанс sinus piriformis увеличивает (۟≈ на 15 дБ) ВПФ за счет объединения третьей, четвёртой и пятой речевых формант (по Г. Фанту) в одну общую певческую форманту с вершиной в области ок. 2500 Гц, что по уровню и частоте ВПФ на компьютерной модели соответствует параметрам ВПФ мастеров вокального искусства.
Полученные результаты подтверждают резонансное происхождение высокой певческой форманты и опровергают альтернативное представление о якобы «нерезонансном» механизме её образования ВПФ.
В практическом плане РТП обосновывает категорическое требование мастеров вокального искусства «не зажимать гортань», так как при напряжении шейных мышц окологортанные полости-резонаторы (sinus piriformis) замыкаются и отключаются от участия в образовании ВПФ. Зажатая гортань теряет певческие свойства, издает жесткий негармоничный звук, известный под термином metallo falzo (итал. — ложный металл), неспособный обеспечить голосу полётность.

Гортань должна быть свободной и никаких фокусов!.. После космического темпа арии Фарлафа я ухожу с этой нотой (fa1) за кулисы. Не в горле, в резонаторе беру. Горлом нельзя. Самое страшное — горло. Горло должно быть освобождено. Оно должно быть мягким. Это — труба. Если она сжимается, — кончено! Всё! Теперь много певцов с горловыми голосами — тенора, баритоны и басы. Это — искалеченные голоса.
— Марк Рейзен

### Резонансные функции певческого дыхания
Певческому дыханию в вокально-методической науке и практике, начиная со времен староитальянской школы, придается исключительно важная роль; «Искусство пения — это искусство дыхания» (старый афоризм). Вместе с тем дискуссии о роли и особенностях дыхания в пении продолжаются до настоящего времени.
Традиционно певческому дыханию приписывается лишь одна-единственная — аэродинамическая функция, то есть поддержание равномерного (экономного) фонационного выдоха, с целью обеспечения колебательной функции голосовых складок.
С позиций РТП впервые определены три важнейшие функции певческого дыхания и диафрагмы как фактора, активизирующего резонансные свойства голосового аппарата.

### Три функции диафрагмы
Объективные исследования механизмов певческого дыхания с параллельной регистрацией вибрационной активности грудного и головного резонаторов (с помощью вибродатчиков) и других методов показали, что хорошо организованное диафрагматическое певческое дыхание, известное в вокальной методике под термином «вдыхательная установка», «опора звука на диафрагму» и т. п. выполняет следующие функции:
1. во-первых, обеспечивает аэродинамическую функцию, то есть фонационный выдох,
2. во-вторых, рефлекторно (то есть физиологически непроизвольно) расширяет дыхательные пути и тем самым активизирует резонансные свойства всего дыхательного тракта,
3. в-третьих, — также рефлекторно, то есть как при естественном жизненном вдохе, освобождает гортань от зажатия (основная проблема большинства певцов) и приводит её в состояние певческой активности[1].

В целом роль диафрагматического певческого дыхания с позиций РТП состоит в объединении аэродинамических и резонансных свойств дыхательного тракта и освобождение гортани, что в субъективных ощущениях и представлениях мастеров вокального искусства отображается в терминах «свободное, неперегруженное озвученное певческое дыхание», «выдыхаем не воздух, а звук» (И. Петров-Краузе), «резонирующее дыхание» (Дж. Барра) и т. п.

Мирелла Френи (солистка Ла Скала): «Мягкость и свобода горла — основные принципы в пении. Всё в пении производится дыханием».

### Роль носового резонатора и придаточных пазух носа
Носовой резонатор и придаточные полости носа — предмет постоянных разногласий в вокально-методической науке. Известен спор на эту тему между врачом-фониатром И. И. Левидовым и физиологом Л. Д. Работновым; последний полностью отрицал какую-либо роль носового резонатора в пении.
С позиций РТП роль носового резонатора в пении, несомненно, положительна, так как он выполняет в пении четыре весьма значительные функции.
Во-первых, благодаря произвольно регулируемой певцом с помощью мягкого нёба акустической взаимосвязи с ротоглоточным резонатором, носовой резонатор выполняет функцию фильтра-поглотителя обертонов спектра голоса в предформантной по отношению к ВПФ области (снижает амплитуду данных обертонов) и тем самым усиливает роль ВПФ как основного фактора, определяющего звонкость, полётность и чистоту тембра голоса, то есть выполняет вокально-техническую и эстетическую функции резонаторов.
Во-вторых, носовой резонатор выполняет важнейшие индикаторную и активизирующую функции, благодаря наличию в слизистой оболочке носа и его придаточных пазух большого числа нервных окончаний (рецепторов), воспринимающих вибрацию стенок носовой полости в результате резонансна. Восприятие певцом этих вибрационных воздействий в области маскарадной маски и породило известный у вокалистов термин «маска».
В-третьих, носовой резонатор является не только поглотителем, но и излучателем акустической энергии через ноздри наряду с основным излучением через рот и тем самым вносит свой определённый вклад в формирование тембра голоса.
В-четвёртых, носовой резонатор выполняет немаловажную гигиеническую и протекторную функции, очищая воздух от пыли и частично его согревая. В связи с этим певцам рекомендуется вдох через нос или, по крайней мере, через нос и рот одновременно (при необходимости быстрого вдоха).
Что касается придаточных полостей носовой полости (гайморовы, лобные, решетчатый лабиринт), то ввиду отсутствия непосредственной акустической связи их с окружающей воздушной средой они не могут считаться резонаторами-излучателями, но, тем не менее, могут эффективно выполнять индикаторную функцию резонаторов, информируя певца, прежде всего об активности носового резонатора, а также активизирующую функцию — рефлекторной активизации и повышения тонуса голосовых складок (эффект Малютина). На этом основании придаточные пазухи носа называют «резонаторами-индикаторами».
В целом система — носовая полость и придаточные пазухи — играет весьма важную роль в формировании таких типичных для резонансного пения ощущений, как высокая позиция, маска, близкий звук, и др. и является важнейшей частью общей системы регулирования резонансной техники пения по принципу обратной связи на основе вибрационной чувствительности.

Примечание. РТП научно обосновывает совет старых вокальных педагогов: «Звук должен быть в носу, но в звуке не должно быть носа». Если прислушаться внимательно к голосам выдающихся певцов, то можно услышать, с каким тончайшим чувством меры они используют носовой резонатор для формирования тембра голоса.